# NGC 3875
NGC 3875 (również PGC 36675 lub UGC 6739) – galaktyka spiralna (S0-a), znajdująca się w gwiazdozbiorze Lwa. Odkrył ją William Herschel 27 kwietnia 1785 roku.